# 拉莫特布勒比耶尔
拉莫特布勒比耶尔（法語：Lamotte-Brebière，法語發音：[lamɔt bʁəbjɛʁ]）是法国上法蘭西大區索姆省的一个市镇，属于亚眠区。

## 地理
拉莫特布勒比耶尔（49°53'7"N, 2°23'25"E）面积4.25 平方千米，位于法国上法蘭西大區索姆省，该省份为法国北部沿海省份，北起加来海峡省和北部省，西接滨海塞纳省和大西洋英吉利海峡，南至瓦兹省，东临埃纳省。
与拉莫特布勒比耶尔接壤的市镇（或旧市镇、城区）包括：布朗日-特龙维尔、比西莱杜尔、卡蒙、杜尔、格利西、韦克蒙。
拉莫特布勒比耶尔的时区为UTC+01:00、UTC+02:00（夏令时）。

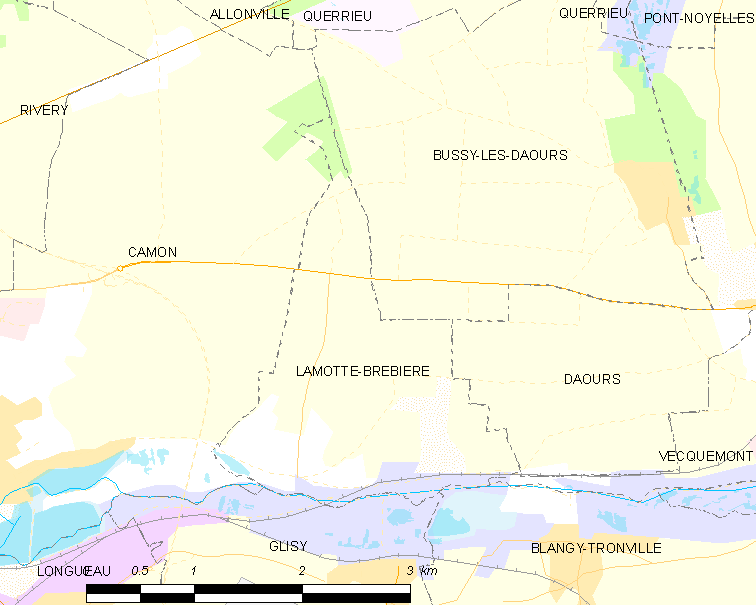
拉莫特布勒比耶尔的OSM定位图

## 行政
拉莫特布勒比耶尔的邮政编码为80450，INSEE市镇编码为80461。

## 政治
拉莫特布勒比耶尔所属的省级选区为亚眠第三县。

## 人口

1962-2008年间拉莫特布勒比耶尔人口变化图示

拉莫特布勒比耶尔于2022年1月1日时的人口数量为244人。